# Crise d'Adjarie de 2003-2004
 (février 2020).
Si vous disposez d'ouvrages ou d'articles de référence ou si vous connaissez des sites web de qualité traitant du thème abordé ici, merci de compléter l'article en donnant les références utiles à sa vérifiabilité et en les liant à la section « Notes et références ».
La crise d'Adjarie de 2003-2004 est une crise politique qui s'inscrit dans le contexte des conflits post-soviétiques et se déroule dans la république autonome géorgienne d'Adjarie, alors dirigée par Aslan Abachidze, qui refuse d'obéir aux autorités centrales après le renversement d'Edouard Chevardnadze lors de la révolution des roses de novembre 2003. La crise risque de dégénérer en affrontement militaire quand les deux côtés mobilisent leurs forces à la frontière interne. Toutefois, le nouveau gouvernement du président Mikheil Saakachvili parvient à éviter une guerre et gagne contrôle de la région avec l'aide de l'opposition adjare. Abachidzé quitte la région et part en exil en mai 2004 et est remplacé par Levan Varcholamidzé.

## Tensions
Le dirigeant adjare Aslan Abachidzé, un fort opposant à la révolution des roses, déclare un état d'urgence immédiatement après le renversement d'Edouard Chevardnadze le 23 novembre 2003. À la suite de négociations avec les autorités centrales, l'état d'urgence est temporairement annulé le 3 janvier 2004, un jour avant l'élection présidentielle. L'état d'urgence est renouvelé le 7 janvier et est suivi par une confrontation entre protestataires et les forces gouvernementales d'Adjarie. Le 19 janvier, des dizaines sont blessés au village de Gonio, au sud de l'Adjarie. Les manifestants demandent la démission d'Aslan Abachidzé. À la suite de la visite de ce dernier à Moscou, le Ministère russe des Affaires étrangères apporte son soutien officiel au gouvernement d'Abachidzé le 20 janvier et condamne l'opposition comme des « forces extrémistes ». À la fin du mois de janvier, Abachidzé rencontre à Batoumi les officiels géorgiens, dont la présidente par intérim Nino Bourdjanadzé et le président élu Mikheïl Saakachvili.
Le 20 février, les forces d'Abachidzé font un raid sur les bureaux de l'opposition après une manifestation à Batoumi. Un conflit entre partisans d'Abachidzé et son opposition se déroule aussi à Kobouleti. Les désordres coïncident alors avec la visite à Batoumi de Walter Schwimmer, Secrétaire général du Conseil de l'Europe, qui entretient des discussions avec Aslan Abachidzé. Mikheïl Saakachvili réclame alors l'abolition du ministère de Sécurité de la république autonome, la principale arme de répression d'Abachidzé.

## Au pont de Tcholoki
La situation s'aggrave le 14 mars, quand les autorités centrales géorgiennes prennent avantage de la visite d'Abachidzé à Moscou pour se diriger vers l'Adjarie et faire campagne pour les élections parlementaires du 28 mars. Des groupes armés soutenant Abachidzé bloquent alors la frontière administrative de l'Adjarie sur le pont du Tcholoki et empêchent le président Saakachvili et les autres membres du gouvernement d'entrer dans la république autonome. Les autorités adjares disent que Saakachvili tente alors de prendre contrôle sur la région par la force.
En réponse, Tbilissi impose des sanctions économiques partielles contre la région rebelle afin « d'épuiser les ressources du régime d'Adjarie ». Les tensions entre Tbilissi et Batoumi sont diffusées le 16 mars après une rencontre entre Abachidzé et Saakachvili qui mène à un accord pour lever les sanctions. L'accord projette le désarmement des forces paramilitaires d'Adjarie, la libération des prisonniers politiques, le contrôle commun sur la frontière turco-géorgienne et le port de Batoumi et l'établissement de conditions favorables à des élections libres en Adjarie. Toutefois, Abachidzé refuse de désarmer ses forces paramilitaires en avril. Du 19 au 21 avril, les commandants militaires de Batoumi, Roman Doumbadzé et Mourad Tsintsadzé, annoncent leur insubordination aux autorités centrales. Le 24 avril, le Sénat adjare approuve le couvre-feu imposé par Aslan Abachidzé à travers la région.  Parallèlement, des dizaines de soldats et d'hommes politiques précédemment loyaux à Abachidzé quittent la région pour rejoindre la Géorgie propre. L'opposition retourne à ses manifestations et est sévèrement dispersée le 30 avril.
À la fin du mois d'avril, la Géorgie organise ses plus grands exercices militaires à la base d'entraînement de Koulevi, près de la ville maritime de Poti. Les grandes manœuvres, à quelque 30 kilomètres de la frontière adjare, sont vues comme une démonstration de force contre l'Adjarie. En réponse, les deux ponts liant l'Adjarie au reste de la Géorgie sur le Tcholoki sont explosés par les forces d'Abachidzé afin d'empêcher une incursion militaire en Adjarie par Tbilissi. Le 3 mai, le Département d'État des États-Unis condamne les activités d'Abachidzé et l'accuse de « provoquer une crise militaire ».

## La révolution adjare

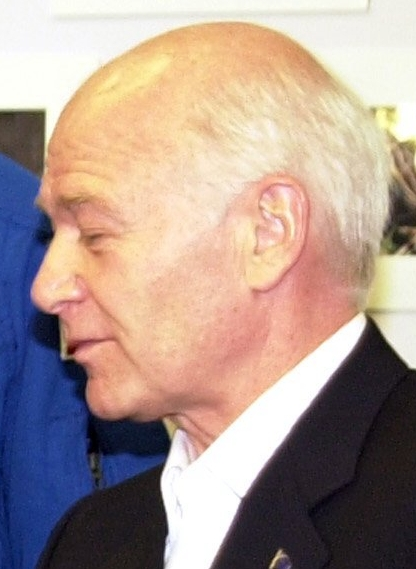
Aslan Abachidzé

Le 4 mai, une large manifestation de l'opposition est attaquée par les forces de sécurité locales à Batoumi. Des dizaines de manifestants sont blessés. Toutefois, la répression d'une manifestation pacifique ne fait qu'enrager l'opposition, qui se réunit de nouveau le même jour. Des dizaines de milliers de protestataires d'à travers l'Adjarie se réunissent à Batoumi et demandent la démission d'Abachidzé. Le Premier ministre géorgien Zourab Jvania et le ministre des Affaires intérieures Guiorgui Baramidzé traversent le Tcholoki le 5 mai et rencontrent le ministre de l'Intérieur adjare Djemal Goguitidzé. Ce dernier s'accorde à retirer les troupes paramilitaires de la frontière administrative, en échange de sa propre sécurité. Parallèlement, la position d'Abachidzé devient instable quand les manifestants prennent contrôle de la partie centrale de Batoumi, à la suite de quoi les forces spéciales géorgiennes pénètrent en Adjarie et désarment les militants d'Abachidzé. Plus tard le même jour, Igor Ivanov, secrétaire du Conseil de Sécurité de la Russie, arrive à Batoumi. Abachidzé démissionne dans la nuit après une rencontre avec Ivanov et part pour Moscou.
À la veille de la fête de saint Georges du 6 mai, le président Saakachvili annonce qu'« Aslan est parti, l'Adjarie est libre » et félicite le peuple géorgien pour se qu'il décrit être une « seconde révolution pacifique ». Il rajoute que la démission d'Abachidzé « ouvre la voie pour la prospérité de la Géorgie » et que ce jour « est le début du retour de l'intégrité territoriale de Géorgie ».
Saakachvili débarque en Adjarie quelque temps après le départ d'Abachidzé et rencontre les opposants en célébration à Batoumi.
Le 7 mai, Saakachvili annonce l'imposition de son gouvernement direct en Adjarie et forme un Conseil intérimaire de 20 membres pour diriger la république autonome avant de nouvelles élections locales. Levan Varcholamidzé est nommé président du gouvernement de la république autonome d'Adjarie.
Les élections parlementaires en Adjarie se déroulent le 20 juin. L'Adjarie victorieuse, le parti politique soutenu par Saakachvili, gagne 28 des 30 sièges de la législature régionale, tandis que les 2 autres sièges sont occupés par des membres du Parti républicain, ancien alliés de Saakachvili. Les Républicains accusent le gouvernement central de fraude électorale après avoir remporté moins de 15% des votes.
Le 20 juillet, le Conseil suprême de l'Adjarie approuve Levan Varsholamidzé comme président du gouvernement de la république autonome.